# Turbonilla aequalis
Turbonilla aequalis är en snäckart som först beskrevs av Thomas Say 1827.  Turbonilla aequalis ingår i släktet Turbonilla och familjen Pyramidellidae. Inga underarter finns listade i Catalogue of Life.